# Beatrix Balogh
Beatrix Balogh (n. 12 decembrie 1974, Kaposvár, județul Somogy, Ungaria) este o handbalistă maghiară, campioană europeană și medaliată cu argint la Jocurile Olimpice. Începând din august 2011, Balogh este antrenorul-jucător al echipei Marcali VSZSE.
Balogh a debutat în echipa națională a Ungariei pe 5 martie 1994, într-un meci împotriva against Islandei, și a participat la primul ei Campionat European chiar în același an, terminând pe locul patru. Ea a mai luat parte la alte cinci astfel de competiții continentale (1996, 1998, 2002, 2004, 2006), câștigând ediția din 2000.
Balogh a fost prezentă și la cinci Campionate Mondiale (1997, 1999, 2001, 2005, 2007), câștigând o medalie de bronz în 2005. În plus, ea obținut o medalie de argint la Jocurile Olimpice de vară din 2000, de la Sydney.

## Palmares

### Club
- Liga Maghiară de Handbal:
  -  Câștigătoare: 1998, 1999, 2001

- Cupa Ungariei:
  -  Câștigătoare: 1998, 1999

- Liga Austriacă de Handbal:
  -  Câștigătoare: 2002, 2003, 2004

- Cupa ÖHB:
  -  Câștigătoare: 2002, 2003, 2004

- Liga Campionilor EHF:
  -  Câștigătoare: 1999

- Cupa EHF:
  -  Câștigătoare: 1998, 2005

- Trofeul Campionilor EHF:
  -  Câștigătoare: 1999

### Echipa națională
- Jocurile Olimpice:
  -  Medalie de argint: 2000

- Campionatul Mondial:
  -  Medalie de bronz: 2005

- Campionatul European:
  -  Câștigătoare: 2000
  -  Medalie de bronz: 1998, 2004

## Premii
- Cel mai bun handbalist maghiar al anului: 1997
- Extrema dreaptă a All-Star Team la Campionatul Mondial: 2001
- Cel mai bun marcator din Nemzeti Bajnokság I: 2006
- Crucea în grad de Cavaler a Ordinului de Merit al Republicii Ungare: 2000[5]